# Takiguchi Shūzō

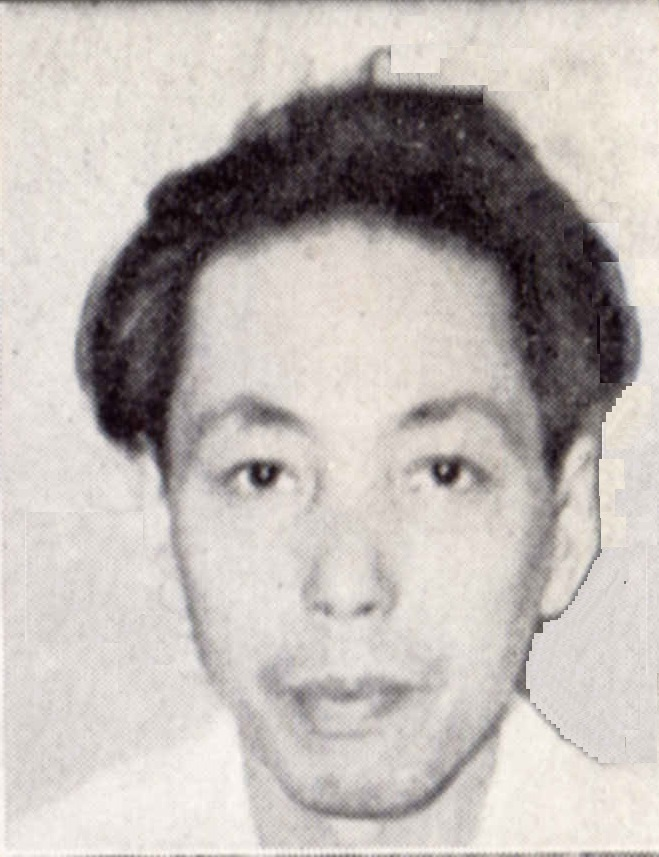
Takiguchi Shūzō im Jahr 1952

Takiguchi Shūzō (jap. 瀧口 修造; * 7. Dezember 1903; † 1. Juli 1979) war ein japanischer Lyriker, Literaturkritiker und Maler. Er gilt als wichtigster Vertreter des Surrealismus in Japan neben Nishiwaki Junzaburō, Kitasono Katue, Haruyama Yukio und (als Dadaist) Takagashi Shinkichi.

## Leben
Takiguchi begann ab 1926 Gedichte zu veröffentlichen. Er machte Ende der 1920er Jahre den Surrealismus in Japan bekannt und stand in Kontakt mit der Gruppe der Pariser Surrealisten um André Breton. Er publizierte 1935 in den Cahiers d’Art einen Artikel über den Surrealismus in Japan und organisierte 1937 in Japan eine Exhibition of Foreign Surrealist Works. 1940 schrieb er die weltweit erste Monographie über Joan Miró, der ihn seinerseits 1979 mit der Gouache Hommage à Shuzo Takiguchi ehrte.
Nach dem Zweiten Weltkrieg betätigte sich Takiguchi vorwiegend als Kunstkritiker und Veranstalter von avantgardistischen Kunstausstellungen. So organisierte er allein in der Takemiya-Galerie zwischen 1951 und 1957 zweihundert Ausstellungen junger Künstler. 1958 war er Kommissar der Biennale di Venezia. Auf der anschließenden Europareise traf er mit André Breton, Salvador Dalí, Henri Michaux und Antoni Tàpies zusammen.
Als Maler verwendete Takiguchi vorwiegend die Technik der Décalcomanie, bei der flüssige Farbe von einer glatten Platte auf Papier gedruckt und das zufällige Produkt mit Mitteln der Malerei oder Zeichnung bearbeitet und gedeutet wird. Seine erste Einzelausstellung fand 1960 statt. In der Folgezeit gestaltete er mit anderen Künstlern Bücher mit Gemälden und Gedichten, so To and From Rrose Selavy: Selected Words of Marcel Duchamp (1968) mit Jasper Johns und Shusaku Arakawa und Handmade Proverbs to Joan Miró (1970) mit Miró. Eine fünfzehnbändige Gesamtausgabe seiner Schriften erschien zwischen 1981 und 1998. Seine Kunstsammlung wurde 2005 im Setagaya Art Museum in Tokio gezeigt.